# Alja Velkaverh

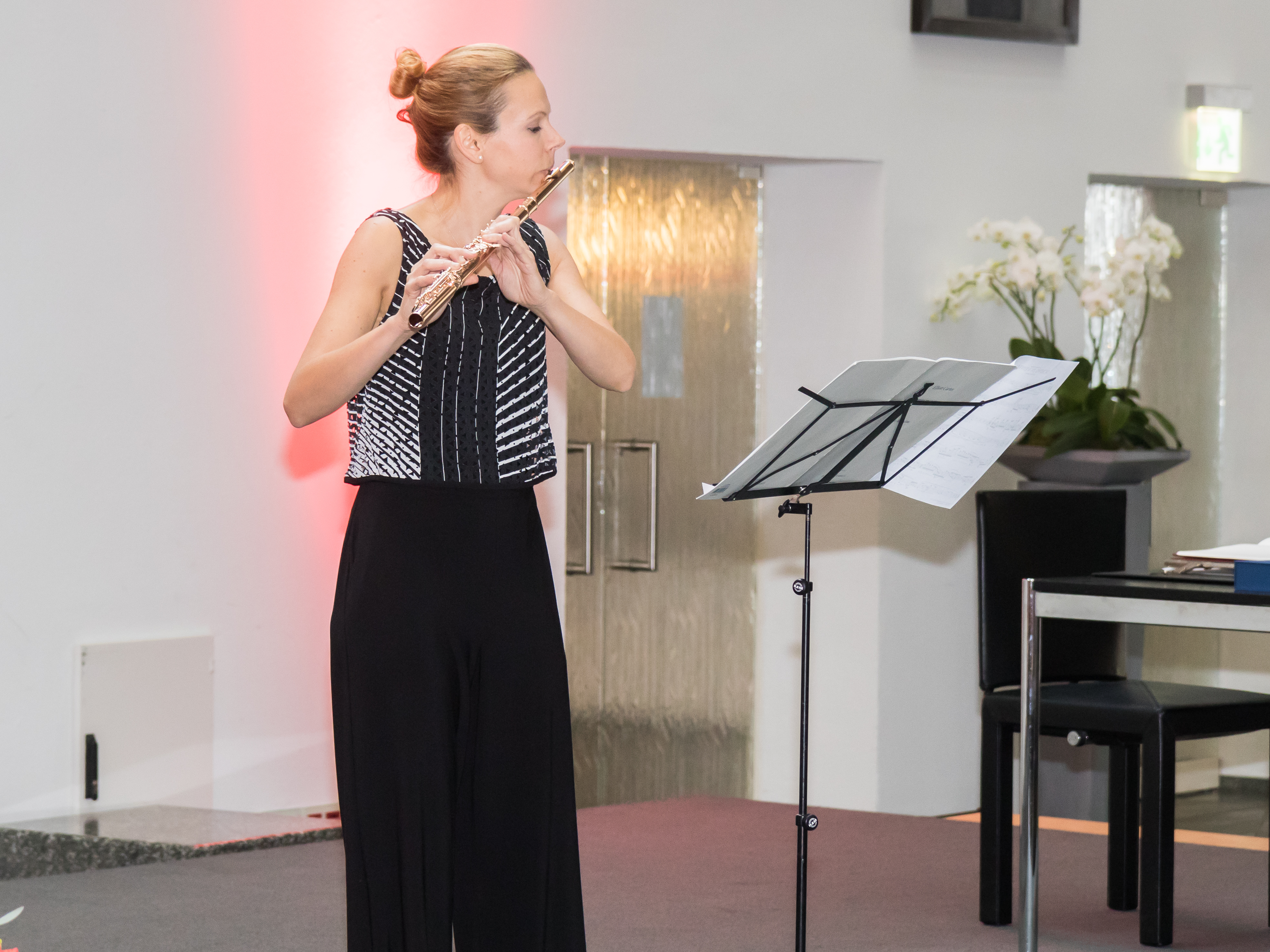
Alja Velkaverh spielt auf einer Preisverleihung im Kölner Rathaus, 2019

Alja Velkaverh (* 15. Mai 1982 in Koper, Jugoslawien, heute Slowenien) ist eine slowenische Flötistin.

## Leben und Wirken
Velkaverh studiert zuerst bis 2002 an der Musikakademie Ljubljana bei Fedja Rupel. Anschließend setzte sie die Ausbildung im Konzertfach Flöte an der Musikuniversität Wien bei Hansgeorg Schmeiser fort. Gleichzeitig zu ihrer gründlichen Ausbildung absolvierte sie ein Postgraduate-Studium an der Accademia Lorenzo Perosi in Biella in Italien bei Peter-Lukas Graf, das sie im Herbst 2004 beendete. 
Velkaverh tritt regelmäßig in Österreich, Slowenien und Deutschland auf, wie bei den Sommer-Konzerten in Piran, mit dem Bamberger Streichquartett, bei den Stuttgarter Philharmonikern und wirkte beim Wiener Flötenfest 2005 mit. Sie war Mitglied des Wiener Jeunesse Orchesters, und im Sommer des Vorjahres trat sie als Soloflötistin im Festivalorchester der Internationalen Bachakademie Stuttgart unter Helmuth Rilling auf. 2006 wurde ihr für ihre Leistungen der Förderpreis für junge Künstler der Europäischen Kulturstiftung Pro Europa im Bundeskanzleramt in Berlin verliehen. Bei der vom österreichischen Kultur-Rundfunksender oe1 ORF durchgeführten Talentebörse 2006 wurde sie als herausragende Nachwuchskünstlerin in ihrem Fach vorgestellt.
Velkaverh war in der Spielzeit 2006/2007 als Soloflötistin der Bamberger Symphoniker engagiert. Ab Januar 2008 hatte sie die Position einer Soloflötistin beim Leipziger Gewandhausorchester inne. Am 19. Juli 2008 trat sie unter der Leitung von Christian Funke als Dirigenten im Ensemble des Leipziger Gewandhausorchesters bei einer Aufführung der Sechs Brandenburgischen Konzerte von J. S. Bach im Thailand Cultural Centre in Bangkok auf.
Seit der Saison 2009 ist Velkaverh Soloflötistin des Gürzenich-Orchesters Köln und unterrichtet seit 2015 Querflöte an der Hochschule für Musik und Tanz Köln, Abteilung Aachen.